# Le Maire de Casterbridge
Le Maire de Casterbridge, sous-titré Vie et mort d’un homme de caractère (titre original : The Mayor of Casterbridge - The Life and Death of a Man of Character), est un roman écrit en 1886 par l’écrivain britannique Thomas Hardy. En France, il a paru pour la première fois en 1922.

## Présentation
L’action se déroule en Angleterre, à Casterbridge, ville fictive inspirée de Dorchester, dans le comté du Dorset. Ce titre fait partie des romans du Wessex de Thomas Hardy, tous situés dans un comté rural fictif. C'est l’un des romans majeurs de l'auteur.

## Résumé
Lors d’une foire de village non loin de Casterbridge, un jeune saisonnier, Michael Henchard, se laisse emporter par la boisson et se dispute avec sa femme, Susan. Sous l’emprise de l’alcool, il vend pour cinq guinées sa femme et son bébé, Elizabeth-Jane, à un marin, Newson. Redevenu sobre le lendemain, il cherche en vain à retrouver sa famille. Quand il comprend que sa femme et sa fille ont disparu pour de bon, il fait le serment de ne plus boire d’alcool pendant les vingt-et-une prochaines années (il a alors 21 ans).
Dix-huit ans passent. Henchard, désormais un riche marchand de céréales, est devenu maire de Casterbridge. Réputé pour sa sobriété, il est respecté pour son sens des affaires mais peu aimé à cause de son tempérament impulsif, égoïste, parfois violent. Pendant toutes ces années, Henchard a caché les circonstances de la “perte” de sa femme et laissé entendre qu’il était veuf. Ce mensonge par omission devient commode quand, lors d’un voyage d’affaires à Jersey, il tombe amoureux de Lucetta Le Sueur, une jeune femme qui le soigne au cours d’une maladie. On comprend que Lucetta et Henchard ont une relation sexuelle, ce qui ruine la réputation de Lucetta à Jersey. Henchard retourne à Casterbridge, laissant Lucetta affronter seule les conséquences de leur aventure. Pour être à nouveau acceptée par la bonne société, il lui faudrait épouser Henchard, ce qui est impossible car techniquement il est déjà marié. Il lui dit qu’il a une épouse qui est probablement morte, mais qui pourrait revenir. Malgré le risque, Lucette décide de reprendre leur relation. Alors qu'Henchard s’apprête à la faire venir auprès de lui, Susan réapparaît à Casterbridge avec sa fille, Elizabeth-Jane, devenue jeune fille. Elles sont dans un état de grande pauvreté. Newson a disparu en mer et, sans autre moyen de subsistance, Susan s’est mise à la recherche d’Henchard. Femme simple, elle a longtemps regardé son “mariage” avec Newson comme parfaitement légitime. Elle se demande désormais si Henchard ne doit pas être considéré comme son seul époux légitime.
Lors de leur arrivée en ville, Susan et Elizabeth-Jane croisent le chemin de Donald Farfrae, un jeune Écossais en route pour l’Amérique. Énergique et plaisant, Farfrae a une expérience de marchand de blé et de céréales et s’intéresse à l’agriculture moderne. Il tire Henchard d’une situation financière difficile en lui donnant quelques conseils. Séduit, Henchard le persuade de rester et lui offre un poste à responsabilité, au détriment d’un certain Jopp à qui il avait déjà proposé le poste. Il fait également de Farfrae un ami proche et lui confie la vérité sur son passé.
Passées les retrouvailles avec Susan et Elizabeth-Jane, Henchard les installe dans une petite maison du voisinage, fait semblant de courtiser Susan et l’épouse. Elizabeth-Jane est tenue dans l’ignorance de ce qui s’est passé à la foire dix-huit ans auparavant. Henchard garde également secrète sa liaison avec Lucetta et lui écrit pour lui annoncer que leur mariage est annulé. Dévastée, Lucette demande le renvoi de ses lettres mais manque le rendez-vous prévu pour leur remise.
À cette même période, la bonne fortune d’Henchard commence à tourner. Sa relation avec Farfrae se détériore au fur et à mesure que Farfrae gagne en popularité. Moins éduqué, Henchard se sent menacé par lui, surtout quand Elizabeth-Jane commence à en tomber amoureuse. La compétition ne fait que s’accentuer, jusqu’à ce que Farfrae s’installe comme marchand indépendant. Henchard, de son côté, se conduit de façon de plus en plus agressive et prend des risques qui finissent par le mettre dans une situation financière difficile. Il va jusqu’à s’opposer au mariage de Donald et Elizabeth-Jane mais, à la mort de Susan, il découvre qu’Elizabeth-Jane n’est pas sa fille. Son Elizabeth-Jane est morte bébé ; cette seconde Elizabeth-Jane est la fille de Newson. Il lui cache cette révélation, mais à partir de ce jour devient froid et cruel à son égard, et commence à penser qu’un mariage avec Farfrae le débarrasserait d’elle.
Lucetta arrive alors de Jersey et achète une maison à Casterbridge. Grâce au décès d’une riche parente, elle a hérité d’une fortune importante et, informée de la mort de Susan, souhaite officialiser sa relation avec Henchard. Elle engage Elizabeth-Jane comme dame de compagnie, pensant que cette manœuvre fournira à Henchard une excuse commode pour lui rendre visite. Mais c’est sans compter l’aversion d’Henchard pour sa “fille”. C’est alors qu’une femme qui avait assisté à la vente dix-huit ans plus tôt révèle à tous le secret d’Henchard qui reconnaît les faits. Comprenant pour la première fois qui il est, Lucetta prend ses distances et s’interroge sur la valeur de son engagement avec lui, d’autant que cet engagement avait été gardé secret. Elle-même ment sur son passé : elle se prétend originaire de Bath et a pris le nom de sa riche parente. Tout d’abord réticent à épouser Lucetta, Henchard finit par désirer ardemment ce mariage, surtout depuis ses problèmes financiers. Devant les hésitations de celle-ci, il la presse d’accepter le mariage. Mais Lucetta est désormais amoureuse de Farfrae qui, bien que d’abord intéressé par Elizabeth-Jane, s’est épris d’elle. Ils se marient en secret tandis qu’Henchard, privé de la perspective d’un riche mariage, fait faillite et se voit forcé de vendre toutes ses possessions pour payer ses dettes.
Alors qu’Henchard sombre, Farfrae poursuit son ascension. Élu maire de Casterbridge, il reprend les affaires d’Henchard et lui propose un travail de journalier, toujours soucieux d’aider l’homme qui lui a mis le pied à l’étrier, et qu’il considère encore comme son mentor. Il ne voit pas qu’Henchard est désormais son ennemi, malgré les avertissements du conseil municipal et d’Elizabeth-Jane. Celui-ci confie les lettres d’amour de Lucetta au vieil ennemi de Farfrae, Jopp, qui les rend publiques. Le secret est révélé et la ville tout entière s’en prend à Henchard et Lucetta au cours d’un charivari. Sous le coup de l’infamie, Lucetta, alors enceinte, meurt d’une crise d’épilepsie.
Rejeté par tous, pauvre, à nouveau alcoolique, Henchard ne peut plus compter que sur l’affection d’Elizabeth-Jane qui devient sa raison de vivre. Mais lorsque Newson, son père biologique, réapparaît, il craint de la perdre elle aussi et fait croire à Newson qu’elle est morte. Quand elle apprend le mensonge, Elizabeth s’éloigne de lui à son tour. Les mois passants, elle se rapproche de Donald Farfrae et finit par l’épouser. Passées les retrouvailles avec son père, Elizabeth-Jane pardonne à Henchard et part à sa recherche, mais elle apprend qu’il est mort en laissant ses dernières volontés : “Qu’Elizabeth-Jane Farfrae n’ait jamais connaissance de ma mort et ne me pleure pas / Que je ne sois pas enterré en terre consacrée / Qu’aucune cloche ne résonne pour moi / Que nul ne vienne voir ma dépouille / Qu’aucun gémissement ne suive le cortège à mon enterrement / Qu’aucune fleur ne soit placée sur ma tombe / Que nul ne se souvienne de moi”.

## Adaptations

### Cinéma
- 1921 : The Mayor of Casterbridge, film britannique de Sidney Morgan (en)

### Télévision
- 1978 : The Mayor of Casterbridge, mini-série britannique de David Giles, avec Alan Bates
- 2003 : The Mayor of Casterbridge, téléfilm britannique de David Thacker, avec Ciarán Hinds

### Livre-audio
- 2015 : Le Maire de Casterbridge, livre audio lu par Pauline Pucciano pour Litteratureaudio.com (traduction française de Philippe Néel)

## Éditions françaises
- 1922 : Le Maire de Casterbridge - traduction de Philippe Néel, Editions De La Nouvelle Revue Française 1922.
- 1933 : Le Maire de Casterbridge : histoire d'un homme de caractère - traduction de Philippe Néel, Paris, Éditions Gallimard, 362 p.
- 1957 : Le Maire de Casterbridge : histoire d'un homme de caractère - traduction de Philippe Neel, collection Les Classiques anglais, Paris, Gallimard, 363 p.
- 1984 : Le Maire de Casterbridge : histoire d'un homme de caractère - traduction de Philippe Néel, Paris, Gallimard, coll.  Folio no 1603, 465 p.  (ISBN 2-07-037603-6)
- 2008 : Le Maire de Casterbridge - traduction de Philippe Néel, Éditions Sillage, 349 p.  (ISBN 978-2-916266-32-9)